# Yasuomi Kugisaki
Yasuomi Kugisaki (釘﨑 康臣 Kugisaki Yasuomi?), född 3 maj 1982 i Miyazaki prefektur, är en japansk före detta fotbollsspelare.
Kugisaki började sin karriär 2004 i Tokai FC Wings. 2005 flyttade han till Avispa Fukuoka. Efter Avispa Fukuoka spelade han för Honda Lock. Han avslutade karriären 2014.